# Поворино
Поворино (на руски: Поворино) е град в Русия, административен център на Поворински район, Воронежка област. Населението на града към 1 януари 2018 е 17 025 души.